# 查德本 (北卡羅萊納州)
查德本（英語：Chadbourn）是一個位於美國北卡羅萊納州哥倫布縣的城鎮。

## 人口
根據2020年美國人口普查的數據，查德本的面積為6.74平方千米，皆為陸地。當地共有人口1574人，而人口密度為每平方千米234人。